# Seznam ameriških judoistov
Seznam ameriških judoistov.

## A
- Christopher Adams

## B
- Eric Bischoff

## C
- Ben Nighthorse Campbell
- Ernie Cates
- Allen Coage

## D
- Donn F. Draeger
- Amy Dumas

## H
- Krazy George Henderson

## L
- Ray Lloyd

## Z
- Larry Zbyszko